# Echipa națională de fotbal a Guyanei
Echipa națională de fotbal a Guyanei este echipa națională a Guyana și este administrată de Federația de Fotbal din Guyana. Deși fosta colonie britanică este localizată în America de Sud, ea concurează în competițiile CONCACAF, împreună cu Suriname și cu Guyana Franceză.

## Campionatul Mondial
- 1930 până în 1974 - Nu a participat
- 1978 până în 1998 - Nu s-a calificat
- 2002 - Suspendată de FIFA
- 2006 până în 2010 - Nu s-a calificat

## Gold Cup record
- 1991 până în 1996 - Nu s-a calificat
- 1998 - Nu a participat
- 2000 până în 2003 - Nu s-a calificat
- 2005 - S-a retras
- 2007 până în 2009 - Nu s-a calificat
- 2011 - Nu s-a calificat

## Caribbean Cup
- 1991 - Locul patru
- 1992 până în 1999 - Nu s-a calificat
- 2001 - Nu s-a calificat
- 2005 - Nu s-a calificat
- 2007 - Runda 1